# Greenhills, Ohio
Greenhills är en ort i Hamilton County i delstaten Ohio, USA.